# كزافييه بايز
كزافييه بايز (بالإسبانية: Xavier Báez)‏ هو لاعب كرة قدم مكسيكي في مركز الوسط، ولد في 22 يوليو 1987 في رينوسا في المكسيك. لعب مع اوستين بولد وكروز آزول ونادي تولوكا ونادي غوادالاخارا ونادي نيكاكسا.

## وصلات خارجية
- كزافييه بايز على موقع الاتحاد الدولي (مؤرشف)  (الإنجليزية)
- كزافييه بايز على موقع إي إس بي إن إف سي (الإنجليزية)
- كزافييه بايز على موقع قاعدة بيانات كرة القدم.إي يو (الإنجليزية)
- كزافييه بايز على موقع Soccerway.com (الإنجليزية)
- كزافييه بايز على موقع عالم كرة القدم.نت (الإنجليزية)
- كزافييه بايز على موقع AS.com (الإسبانية)